# Каваларци
Каваларци (на гръцки: Καβαλλάρι, Кавалари, катаревуса Καβαλλάριον, Каваларион, до 1928 Καβαλάρ, Кавалар), е село в Егейска Македония, Гърция, дем Лъгадина (Лангадас), област Централна Македония с население от 1874 души (2001).

## География
Селото е разположено в Лъгадинското поле. Отдалечено е на около 6 километра югозападно от демовия център град Лъгадина (Лангадас).

## История

### Праистория, античност и средновековие
В района на Каваларци са идентифицирани редица праисторически обекти, като селищната могила на около 500 m югоизточно от селото, известна като А, селищната могила в местността Певка Диаманди на около 2 km югозападно от селото, известна като Б, селището от праисторическата и историческата епоха на 5 km западно от Агиос Василиос, известно като Г и селищната могила Агиос Василиос до езерото, известна като Каваларци Д.

### В Османската империя
Селото е споменато в османските регистри от XV и XVI век като Кавалар, вакъф на Гази Евренос със смесено население. През XVII – XVIII век е въглищарско село.
В XIX век Каваларци е село в Османската империя. Църквата „Свети Атанасий“ е от 1850 година. Александър Синве („Les Grecs de l’Empire Ottoman. Etude Statistique et Ethnographique“), който се основава на гръцки данни, в 1878 година пише, че в Кавалар (Kavalar) живеят 180 гърци. В „Етнография на вилаетите Адрианопол, Монастир и Салоника“, издадена в Константинопол в 1878 година и отразяваща статистиката на населението от 1873 г., Каваларци (Cavalartzi) е посочено като село с 54 домакинства и 243 жители българи.
Според Васил Кънчов („Македония. Етнография и статистика“) в 1900 година в Каваларци живеят 200 българи и 200 турци.
Цялото село е под върховенството на Цариградската патриаршия. По данни на секретаря на Българската екзархия Димитър Мишев („La Macédoine et sa Population Chrétienne“) в 1905 година в Каваларци (Kavalartzi) има 240 жители българи патриаршисти гъркомани и в селото работи гръцко училище с един учител и четирима ученици.

### В Гърция
След Междусъюзническата война селото попада в Гърция. Боривое Милоевич пише в 1921 година („Южна Македония“), че Каваларци (Каваларци) има 13 къщи славяни християни. В 1922 година след разгрома на Гърция в Гръцко-турската война мюсюлманското население се изселва и в селото са настанени гърци бежанци. Според преброяването от 1928 година Каваларци е смесено местно-бежанско село с 93 бежански семейства и 368 души.